# Кнох Віктор
Кнох Віктор (угор. Knoch Viktor) — угорський ковзаняр, спеціаліст з бігу на короткій доріжці, олімпійський чемпіон, призер чемпіонатів світу та Європи. 
Золоту олімпійську медаль та звання олімпійського чемпіона Кнох виборов на Пхьончханській олімпіаді 2018 року  разом із товаришами з угорської команди в естафеті на 5000 м. 

## Зовнішні посилання
- Досьє на sports-reference.com [Архівовано 15 жовтня 2017 у Wayback Machine.]

## Виноски
1. ↑  Men's 5000 metre relay results. Архів оригіналу за 16 Грудня 2019. Процитовано 30 Квітня 2018.